# Manggarai
Manggarai es un kabupaten de la isla de Flores, provincia de Nusa Tenggara Oriental, Indonesia. Su capital es Ruteng.
Manggarai tiene un territorio de 1.686,66 km² y una población, en 2008, de 512.065 habitantes.
- Datos: Q14143
- Multimedia: Manggarai Regency / Q14143